# Pescador (Minas Gerais)
Pescador is een gemeente in de Braziliaanse deelstaat Minas Gerais. De gemeente telt 4.197 inwoners (schatting 2009).

## Aangrenzende gemeenten
De gemeente grenst aan Campanário, Frei Gaspar, Jampruca, Nova Módica en São José do Divino.